# Кубок Дальневосточных чемпионов 1998
Кубок Дальневосточных чемпионов 1998 года (англ. Far East Club Championship 1998 / Дальневосточный клубный чемпионат 1998) — международный футбольный турнир, который прошёл с 17 по 23 февраля 1998 года в Шанхае. Обладателем кубка стал российский клуб «Ротор», получивший 35 тысяч долларов. По итогам турнира лучшим бомбардиром с тремя мячами стал Олег Веретенников, а приз лучшего нападающего получил Денис Зубко.

## Участники
Участниками кубка стали шесть команд:
1. «Далянь Ванда» — победитель чемпионата Китая 1997.
2. «Шанхай Шэньхуа» — серебряный призёр чемпионата Китая 1997.
3. «Джубило Ивата» — победитель чемпионата Японии 1997.
4. «Пусан Дэу Ройялс» — победитель чемпионата Республики Корея 1997.
5. «Саут Чайна» — победитель чемпионата Гонконга 1996/1997.
6. «Ротор» — серебряный призёр чемпионата России 1997.

Первоначально одним из участников Кубка должен был стать чемпион России 1997 московский «Спартак», но он не смог принять участие и его место занял серебряный призёр — волгоградский «Ротор».

## Матчи

### Групповой турнир

#### Группа «A»
| 17 февраля 1998 | «Джубило Ивата» | 4:2 | «Саут Чайна» | Шанхай |

| 19 февраля 1998 | «Далянь Ванда» | 3:2 | «Саут Чайна» | Шанхай |

| 21 февраля 1998 | «Далянь Ванда» | 2:0 | «Джубило Ивата» | Шанхай |

##### Турнирная таблица. Группа «A»
| М | Клуб            | 1   | 2   | 3   | И | В | Н | П | МЗ | МП | ±М | О |
| - | --------------- | --- | --- | --- | - | - | - | - | -- | -- | -- | - |
| 1 | «Далянь Ванда»  | -   | 2:0 | 3:2 | 2 | 2 | 0 | 0 | 5  | 2  | +3 | 6 |
| 2 | «Джубило Ивата» | 0:2 | -   | 4:2 | 2 | 1 | 0 | 1 | 4  | 4  | 0  | 3 |
| 3 | «Саут Чайна»    | 2:3 | 2:4 | -   | 2 | 0 | 0 | 2 | 4  | 7  | -3 | 0 |

Примечание: первая команда группы выходила в финал, вторая — боролась за 3 место.

#### Группа «B»
| 17 февраля 1998 | «Шанхай Шэньхуа»                 | 3:4      | «Ротор»                                                                                                   | Шанхай          |
| | 1:0 ? 6′ · 2:0 ? 15′ · 3:4 ? 63′ | Протокол | 2:1 Олег Веретенников 21′ · 2:2 Олег Веретенников 26′ · 2:3 Виталий Абрамов 41′ · 2:4 Виталий Абрамов 53′ | Зрителей: 5 000 |
| »: Клеймёнов, ... »: Каримов, Борзенков, Шмарко, Олеников (Дуров, 46), Беркетов, Есипов, Абрамов, Бахарев, Веретенников, Зубко (Кривов, 60), Зернов (Тищенко, 72). |                                  |          | |                 |

| 19 февраля 1998 | «Пусан Дэу Ройялс» | 1:0      | «Ротор» | Шанхай |
| |                    | Протокол |         |        |
| »: Захарчук, Шмарко, Олеников, Борзенков, Беркетов, Абрамов, Кривов (Тищенко, 77), Веретенников, Есипов, Зубко (Смирнов, 72), Зернов (Бахарев, 46). |                    |          |         |        |

| 21 февраля 1998   | «Пусан Дэу Ройялс» | 0:1 | «Шанхай Шэньхуа» | Шанхай |
| »: Клеймёнов, ... |                    |     |                  |        |

##### Турнирная таблица. Группа «B»
| М | Клуб               | 1   | 2   | 3   | И | В | Н | П | МЗ | МП | ±М | О |
| - | ------------------ | --- | --- | --- | - | - | - | - | -- | -- | -- | - |
| 1 | «Ротор»            | -   | 4:3 | 0:1 | 2 | 1 | 0 | 1 | 4  | 4  | 0  | 3 |
| 2 | «Шанхай Шэньхуа»   | 3:4 | -   | 1:0 | 2 | 1 | 0 | 1 | 4  | 4  | 0  | 3 |
| 3 | «Пусан Дэу Ройялс» | 1:0 | 0:1 | -   | 2 | 1 | 0 | 1 | 1  | 1  | 0  | 3 |

Примечание: первая команда группы выходила в финал, вторая — боролась за 3 место.

### Матч за 3 место
| 23 февраля 1998 | «Джубило Ивата» | 2:0 | «Шанхай Шэньхуа» | Шанхай |

### Финал
| 23 февраля 1998 | «Далянь Ванда»        | 2:3      | «Ротор»                                                                  | Шанхай |
| | 1:1 ? 60′ · 2:1 ? 68′ | Протокол | 0:1 Валерий Есипов 25′ · 2:2 Олег Веретенников 77′ · 2:3 Денис Зубко 83′ |        |
| »: Захарчук, Шмарко, Борзенков, Дуров, Беркетов, Абрамов, Кривов, Есипов, Веретенников, Зубко, Зернов (Бахарев, 75). |                       |          |                                                                          |        |